# CEATEC
Combined Exhibition of Advanced Technologies (viết tắt là CEATEC) là một hội chợ công nghệ tổ chức thường niên, và được coi là phiên bản tương tự với CES - Triển lãm Điện tử tiêu dùng lớn nhất thế giới - của Nhật Bản. Đồng thời, đây cũng là triển lãm lớn nhất của Nhật Bản về Công nghệ thông tin (IT) và Điện tử tiêu dùng.
CEATEC là một không gian giúp tạo điều kiện cho các công ty và tổ chức công nghệ trên toàn thế giới biểu diễn những sản phẩm mới nhất của họ. Triển lãm cũng là một nơi giúp mở rộng các mối quan hệ trong ngành và tìm kiếm thông tin với hàng loạt sự kiện và hoạt động đi kèm.

## Lịch sử
Bắt đầu từ năm 2000, CEATEC được tổ chức hàng năm vào Tháng 10 tại Makuhari Messe. Buổi triển lãm gần đây nhất diễn ra từ 30/9 - 4/10, 2008. Triển lãm CEATEC năm 2008 đã thu hút gần 197,000 khách tham dự với 804 khách mời và 138 sự kiện bên lề.

## Sự kiện chính
2007 

Sony và Panasonic giới thiệu công nghệ chơi nhạc dưới định dạng Blu-ray.
2014 

NTT DoCoMo giới thiệu những công nghệ mới nhất của mình, cùng với sự tham dự của Sega và Sharp.